# 乙基沙林
乙基沙林（GE），又称EA-1209、 TL-1620或T-2109，是G系列中的一种有机磷神经性毒剂。它是沙林的乙氟膦酸类似物。有文献对其谱图及反应性做了研究。它的毒性是沙林的八分之一，但持久性比沙林高2-3倍。